# Opius heinrichi
Opius heinrichi är en stekelart som beskrevs av Fischer 1964. Opius heinrichi ingår i släktet Opius och familjen bracksteklar. Inga underarter finns listade i Catalogue of Life.